# Сехисмундо Касадо
Сехисмундо Касадо Лопес (на испански: Segismundo Casado López) е испански полковник по време на гражданската война в Испания.
След избухването на Гражданската война в Испания застава на страната на републиканците, като постепенно се издига до командир на Армии център. Най-известен като лидер на преврата срещу правителството на Хуан Негрин; неговите цели са предотвратяване на комунистическото превземане и прекратяване на братоубийствените кръвопролития по време на войната, считана за вече загубена. Бунтовниците овладяват републиканската зона, като в тяхното квазиправителство Касадо служи като министър на отбраната. Преговорите с националистите се провалят – Касадо е в изгнание, първо във Великобритания, а от 1947 г. в Латинска Америка, завръщайки се в Испания през 1961 г.

## Биография
Син на военен, Касадо постъпва в Кралската кавалерийска академия във Валядолид на 15-годишна възраст. Прави бърза кариера и до 1936 г. е с чин майор. По време на бунта от 1936 г. служи като ръководител на военната служба на президента Мануел Асаня, създадена по време на Втората испанска република.

## Испанска гражданска война
След избухването на Гражданската война в Испания, Касадо помага за разработването на тактиката на Испанската републиканска армия в централна Испания. Участва в защитата на Мадрид и битката при Харама. Той е повишен в полковник през 1938 г. и се бие по време на битката а Брунете. През 1938 г. е командир на армейски корпус (от пет) в централната зона на републиката. През 1939 г. получава командването на републиканската централна армия.

### Преврат на Касадо и край на войната
На 5 март 1939 г. Касадо, под предлог, че министър-председателят Хуан Негрин уж планира да прехвърли властта на комунистите, извършва държавен преврат с подкрепата на Хулиан Бестейро, лидер на Испанската социалистическа работническа партия, и разочаровани анархистки лидери. Те създават Съвет за национална отбрана (Consejo Nacional de Defensa), който обединява противниците на Негрин.
Генерал Хосе Миаха в Мадрид се присъединява към въстанието на 6 март, като нарежда арестуването на комунистите в града. Негрин бяга във Франция на 6 март. Но Луис Барсело, командир на 1-ви корпус на армия Център, отказва да подкрепи преврата и се опитва да си върне контрола над столицата. Войските му навлизат в Мадрид и няколко дни в столицата се водят ожесточени битки. Анархистките войски, водени от Сиприано Мера, успяват да победят 1-ви корпус, а Барсело е заловен и екзекутиран.
Касадо се опитва да договори мирно споразумение с генерал Франсиско Франко, който на 9 септември е избран за ръководител на така нареченото "национално" правителство и се противопоставя на републиканците. Той е подкрепен не само от група висши военни, но и от реална сила: 14 000 офицери и 150 000 с нисши чинове. Франко отказва всичко по-малко от безусловна капитулация. Оцелелите бойци от републиканската армия вече не желаят да се бият. Националистическата армия навлиза в Мадрид почти без съпротива на 28 март 1939 г.

## След войната
Касадо бяга във Валенсия, където в края на март се качва на британски кораб и заминава в изгнание във Венецуела. Той остава там до 1961 г., след което се завръща в Испания.
Съобщава се, че Касадо е починал в болница в Мадрид през 1968 г.